# Curralinho
Curralinho é um município brasileiro do estado do Pará. Localiza-se a uma latitude 01º48'49" sul e a uma longitude 49º47'43" oeste, estando a uma altitude de 15 metros. Sua população estimada em 2016 era de 32.881 habitantes.
Possui uma área de 3620,279 km².

## História
Curralinho se originou de uma fazenda particular, que cresceu face ao agrupamento de pessoas ligadas a seus proprietários em decorrência de interesses comerciais. Sua denominação vem de "curralzinho", usado pelos aventureiros portugueses que, com o uso, perdeu o "Z". O município de Curralinho foi criado em 31 de dezembro de 1936.
Hoje o município conta com uma população de aproximadamente 22.888 habitantes. A atividade mais expressiva na estrutura produtiva do município esta concentrado no extrativismo vegetal e pesca de forma sustentável, onde todos os produtores hoje utilizam das Boas Práticas de Manejo, com orientação repassadas por profissionais técnicos que atuam nas comunidades com objetivo de qualificar e gerir um produto de qualidade. O deslocamento desses técnicos até as comunidades se dá através de embarcações cedidas por entidades envolvidas no movimento. Toda articulação de desenvolvimento focado no município hoje de forma organizada, só é possível através de um movimento popularmente chamado de Central de Associações, que hoje virou instituição, chamada de Central de Entidades do Arquipélago do Marajó.

## Geografia

### Localização
O Município de Curralinho localiza-se na microrregião de furos do Marajó tendo como limites ao norte o município de Breves, ao sul o Rio Pará e Baía das Bocas, e ao leste São Sebastião da Boa Vista.
Acesso: A partir de Belém de barco - viagem com 9 horas de duração, partindo dos Portos de Bom Jesus, Custódio, Mundurucus, Boa Viagem, Pindorama e Tamandaré. De avião ha 300Km em linha reta 45 min. em voos fretados.

## Economia
A economia da região hoje marca de forma organizada o crescimento da Central de Entidades do Arquipélago do Marajó, conhecida popularmente como Central de Associações. responsável por 70% da produção local. De forma significativa, atua na região organizando cerca de 24 associações regularmente cadastradas, ou em processo de regularização. A busca pela qualidade na produção é uma marca da Central, que hoje conta com grandes parceiros que muito atuam na região, como: Emater, Instituto Pro Natura,  IBD, Ministério do Desenvolvimento Agrário MDA, Ministério da Pesca e Agricultura, Sagri, Companhia Nacional de Abastecimento CONAB, SENAI, Ideflor-Pa, Instituto Vitória-Regia, Poema UFPa, Banco da Amazônia BASA, CENPAS, entre outros parceiros que muito estão contribuindo com o desenvolvimento do município.
Através de uma articulação política do vereador Marcos Baratinha de Oliveira (Marquinho), a Central adquiriu um barco com capacidade para 35 toneladas, o que possibilitou desde então o escoamento da produção local. Esse fator também contribuiu com a valorização da produção, sendo que foi natural a redução de atravessadores (comerciantes) que muito desvalorizavam o produtor, pagando valores irrisórios por uma "rasa" de açaí, (RASA: Pequeno paneiro feito da tala do miriti onde é armazenado o produto). Todo esse processo de desenvolvimento hoje atua na região de forma organizada graças a um pequeno grupo de pessoas que contribuem para valorização do produto e também pelas qualificações técnicas e cursos profissionais que estão sendo desenvolvidos na região.

## Turismo

### Atrações turísticas e Culturais
- Rio Pará: Banha o município de Curralinho, formando as baías de Curralinho a das Araras, tendo em seu percurso as ilhas de Martinho, Itaituba, Mucuras e Carioca.
- Prainha: Praias fluvial, às margens do rio Pará, bastante frequentada durante o veraneio.
- Praia da Pataqueira: Localizada no rio Pará, a 5 minutos da sede do município de voadeira.
- Rio Canaticu: Afluente do Rio Pará, apresenta grande extensão, sendo navegável em todo o seu percurso. A 40 minutos da sede do município.
- Igarapé Araçacá: A 20 minutos da sede do município. Devido aos achados de cerâmicas e ossos em sua margem, acredita-se que o local um Sambaqui e/ou cemitério indígena.
- Lazer: Balneário Parque das Águas, Balneário Areia Branca, Clube Maruaru Dance Clube, área de lazer Campo Verde. Localizados as margens do rio Pará e Parque do Igarapé.
- Culinária: Destacam-se pratos feitos com camarão, peixe e açaí.
- Artesanato: O artesanato é representado pela produção de chapéus, cestas, matapis, peneiras e outros, feitos a partir da utilização de folhas de palmeiras e árvores.
- Folclore: Destacam-se os grupos culturais Cuia Pitinga, Grupo de Artes e Tradições Marauarús, grupo Feitiço Marajoara, Grupo Caranans, que divulgam o folclore regional com apresentações de carimbó, xote, lundu, dança do coco, sinhá, sairé, maçariquinho, ciranda do norte, quadrilha, dança do boi, do índio, danças internacionais, como a espanhola e encenações teatrais e musicais.

### Eventos Culturais
- 03 a 12 de junho – Festividade de Santo Antônio (Comunidade Santo Antonio).
- 14 a 24 de junho - Festividade do Glorioso São João Batista (Paróquia).
- 4 de julho - Aniversário do Município (Município).
- 6 de Julho - abertura do Fest Verão (SECULT).
- 10 julho - início dos jogos de verão (SEMEL).
- 19/20 de julho - Revoada Cultural Curralinhense (Amigos da Cultura. AGCC).
- 19 a 21 de setembro - Festival do Açaí (SECULT).
- 29 de setembro - Festividade de São Miguel (Rio Canaticú).
- 10 a 20 de outubro - Festividade de São Benedito dos Inocentes (Rio Samanajós).
- 09 a 11 de novembro – Semana da Arte.

## Principais associações e comunidades locais
- Comunidade Bela Pátria
- Comunidade da Piedade
- Comunidade Nova Jerusalém
- Comunidade do Rio Cupijó
- Comunidade do Mangual